# Gölbaşı, Savur
Gölbaşı là một xã thuộc huyện Savur, tỉnh Mardin, Thổ Nhĩ Kỳ. Dân số thời điểm năm 2010 là 330 người.